# تشارلز فرنسوا
تشارلز فرنسوا هو كاتب بلجيكي، ولد في 5 سبتمبر 1922.